# NGC 5561
NGC 5561 ist eine Spiralgalaxie vom Hubble-Typ Sbc? im Sternbild Großer Bär am Nordsternhimmel. Sie ist rund 537 Millionen Lichtjahre von der Milchstraße entfernt und hat einen Durchmesser von etwa 80.000 Lichtjahren.
Am Himmel bildet sie mit der Spirale PGC 51026 ein optisches Paar.
Entdeckt wurde das Objekt am 11. Mai 1885 von Lewis Swift.